# College femminile
College femminile (The Hairy Bird) è un film del 1998 diretto da Sarah Kernochan.

## Trama
Inverno 1963. La sedicenne Odette Sinclaire è intenzionata a perdere la sua verginità col fidanzato Dennis, ma il tutto viene scoperto dai genitori di lei, che decidono di spedire la loro unica figlia in un collegio per sole ragazze, il Miss Godard, situato in una pittoresca cittadina nello stato del Connecticut.
La ragazza, contrariata, cerca di opporre resistenza, ma non le resta che rassegnarsi. Molto schiva, introspettiva e riservata, dovrà convivere con le invadenti compagne di stanza, la ribelle Verena Von Stefan e la provocante Tinka Parker, con le quali riuscirà in breve tempo a costruire una forte amicizia che la porterà a conoscere e ad affezionarsi anche ad altre due ragazze del gruppo, Maureen Haines, detta Momo, grande appassionata di Chimica, e Theresa Goldberg, detta Tweety, brutta e con la fissazione di essere grassa. Le ragazze si riuniscono spesso nella grande soffitta del collegio, adibita a ripostiglio. Qui amano parlare dei loro futuri e architettare simpatici scherzetti per vendicarsi di Abby Sawyer, la secchiona della scuola nonché pupilla della direttrice, la signorina Mc Vane.
Un giorno però la tranquillità della scuola viene sconvolta: il collegio è in bancarotta e per la sopravvivenza dell'istituto è necessaria la fusione con un collegio maschile. Scoppiano le polemiche e i disaccordi, ma Verena e Tinka sanno trarre un lato positivo dalla faccenda. È in effetti previsto un ballo al quale le allieve della scuola avrebbero partecipato ospitando i ragazzi del collegio maschile. Proprio sfruttando questa occasione, Verena e Tinka propongono a Odette di far intrufolare alla festa anche Dennis, in modo tale da riuscire ad avere la sua tanto desiderata prima volta. Ad ogni modo la fusione non è vista di buon occhio dalle allieve del Miss Godard, e questo porta a seri contrasti fra coloro che avrebbero desiderato la fusione e chi invece avrebbe desiderato far sì che l'integrità del collegio restasse tale. Le ragazze decidono allora di architettare un piano per sbarazzarsi degli allievi del St. Ambrose. Momo, con la sua grande attitudine per la chimica, si occupa di preparare degli intrugli dal micidiale potere lassativo spacciandoli per bevande dissetanti e servendoli al ballo.
Nel frattempo Tinka si innamora di un ragazzo che all'inizio trovava ripugnante per poi scoprire di essere la sua anima gemella, e Verena invece incomincia una relazione con un allievo della St. Ambrose, nonostante avesse giurato solennemente di non voler avere nulla a che fare con nessuno di loro. Nel frattempo Odette e Dennis stanno per fare l'amore ma vengono nuovamente scoperti da un professore del collegio che cerca di abusare di Odette. La direttrice di accorge del piano studiato dalle ragazze e fa espellere Verena. Le ragazze però non si arrendono. Odette si fa capo di un'orda di studentesse pronte a protestare contro la fusione così da occupare la scuola e minacciare le autorità qualora avessero tentato di fermare la contestazione.
La questione viene infine messa ai voti, e il collegio, grazie a degli aiuti finanziari riesce a risollevarsi non ritenendo più necessaria la fusione con l'istituto maschile.